# 사헬
사헬(아랍어: ساحل 사힐[*])은 사하라 사막의 경계를 뜻하는 말에서 생긴 말로서, 북쪽으로 사하라 사막에서부터 남쪽으로 수단(나라 이름이 아닌 지역 이름)에 이르는 아프리카의 영역을 가리킨다.

## 날씨
사하라 사막 남쪽에 길게 분포하는 사헬 지대에서는 가뭄이 30여 년 동안이나 지속되고 있다. 이러한 지속적인 가뭄 때문에 식수 부족 뿐만 아니라 식량 부족 문제까지 나타나 많은 이주민들이 발생하고 있다.

### 사막화
사헬 지대의 북부는 주로 유목을 하고 남부는 농경 생활을 하였는데 계속되는 가뭄과 아프리카 식민 지배로 인해 수많은 아프리카인들의 사헬 지대로의 이동에 따른 급격한 인구 증가 여파로 농경지 확대, 삼림 벌채, 가축 사육 증가 등이 생태계를 파괴시키는 것은 물론, 사막화가 점차 심해지고 있다. 사하라 사막 주변은 연평균 10km의 속도로 사막이 확장되며 야생동물의 멸종, 경작지 감소로 인한 극심한 식량난을 야기시키는 등의 문제가 되고 있다.

## 사막화 방지 협약(UNCCD)
1992년에 사막화 방지를 위해 체결된 협약으로, 국제적 노력을 통한 사막화 방지와 심각한 가뭄 및 사막화, 토지 황폐화 현상을 겪고 있는 개발도상국에 대한 재정적, 기술적 지원을 목표로 한다.

## 사막화 방지를 위한 그 외의 노력
민간 기업이 주체가 되어 이 지역에 사막화를 저지하고 녹화하려는 "사헬 그린벨트 계획"이나, 이집트에서 일본 사단법인 사막 개발 협회가 건조 지대에서의 보수제(保水劑)를 이용하여 식생 재배를 시도하는 "그린어스 계획"(Green Earth Project) 등은 사막화 방지를 위한 녹화 계획의 한 예다. 사막화 과정은 대기, 식생, 물, 지형 등의 지표 부근의 다양한 형상과 관계되기 때문에, 더욱 관련되는 여러 과학에 의한 입체적 접근이 필요하다. 더 나아가 위성 자료와 항공 사진 판독 등의 정확한 자료를 입력한 기후 모델에 따라 사막화 지역을 최소화할 수 있는 연구도 필요하다.

## 같이 보기
- 녹색장성
- 사하라 종단 무역